# Christmas Songs
Christmas Songs – album Diany Krall wydany w roku 2005.
Album w Polsce osiągnął status platynowej płyty.

## Lista utworów
1. „Jingle Bells” – 3:26
2. „Let It Snow! Let It Snow! Let It Snow!” – 4:02
3. „The Christmas Song” – 4:24
4. „Winter Wonderland” – 3:15
5. „I'll Be Home for Christmas” – 3:08
6. „Christmas Time Is Here” – 3:35
7. „Santa Claus Is Comin’ to Town” – 2:54
8. „Have Yourself a Merry Little Christmas” – 4:19
9. „White Christmas” – 4:32
10. „What Are You Doing New Year’s Eve?” – 4:10
11. „Sleigh Ride” – 3:26
12. „Count Your Blessings Instead of Sheep” – 3:40